# Mont Titano
Le mont Titano ou mont Titan (en italien : Monte Titano) est un relief montagneux des Apennins qui s'élève à 739 m.
C'est la montagne principale de la république de Saint-Marin. Il en constitue souvent le symbole, du fait de sa grande extension par rapport aux dimensions modestes de l'État. Ses trois principaux sommets portent chacun d'eux les trois châteaux (ou tours) qui assurèrent la défense de la Ville de Saint-Marin : Guaita, Cesta et Montale (que l'on retrouve stylisés sur les armoiries de la république).
Il est constitué essentiellement de roches calcaires faiblement karstiques, dans lesquelles s'ouvrent quelques cavités de petite taille.
Selon la légende, un modeste tailleur de pierres du nom de Marin (originaire de l'île de Rab, en Dalmatie), fuyant les persécutions exercées à Rimini contre les chrétiens et invité par l’empereur Dioclétien, se serait réfugié là en ermite. Rejoint bientôt par d'autres persécutés, il aurait fondé sur les pentes de cette montagne une communauté de chrétiens à la date du 3 septembre 301 (le 3 septembre est ainsi devenu le jour de la fête nationale de l'État Saint-Marinais). Marin fut nommé diacre par l’évêque de Rimini à la suite de l'édit de tolérance de Constantin en 313, lorsqu'une patricienne romaine convertie au christianisme, du nom de Donna Felicissima, lui fit don du mont Titano, dont elle détenait jusque-là la propriété. La communauté ne sera considérée comme définitivement établie qu'après la mort du saint en 366, et ne tardera pas dès lors à constituer une entité politique totalement indépendante.
En 2008, le mont Titano est inscrit au patrimoine mondial de l'UNESCO.
Le téléphérique de Saint-Marin inauguré en 1959, long de 1,5 km, relie la cité de Saint-Marin sur le mont Titan à Borgo Maggiore en contrebas.

Armoiries de la République de Saint-Marin.
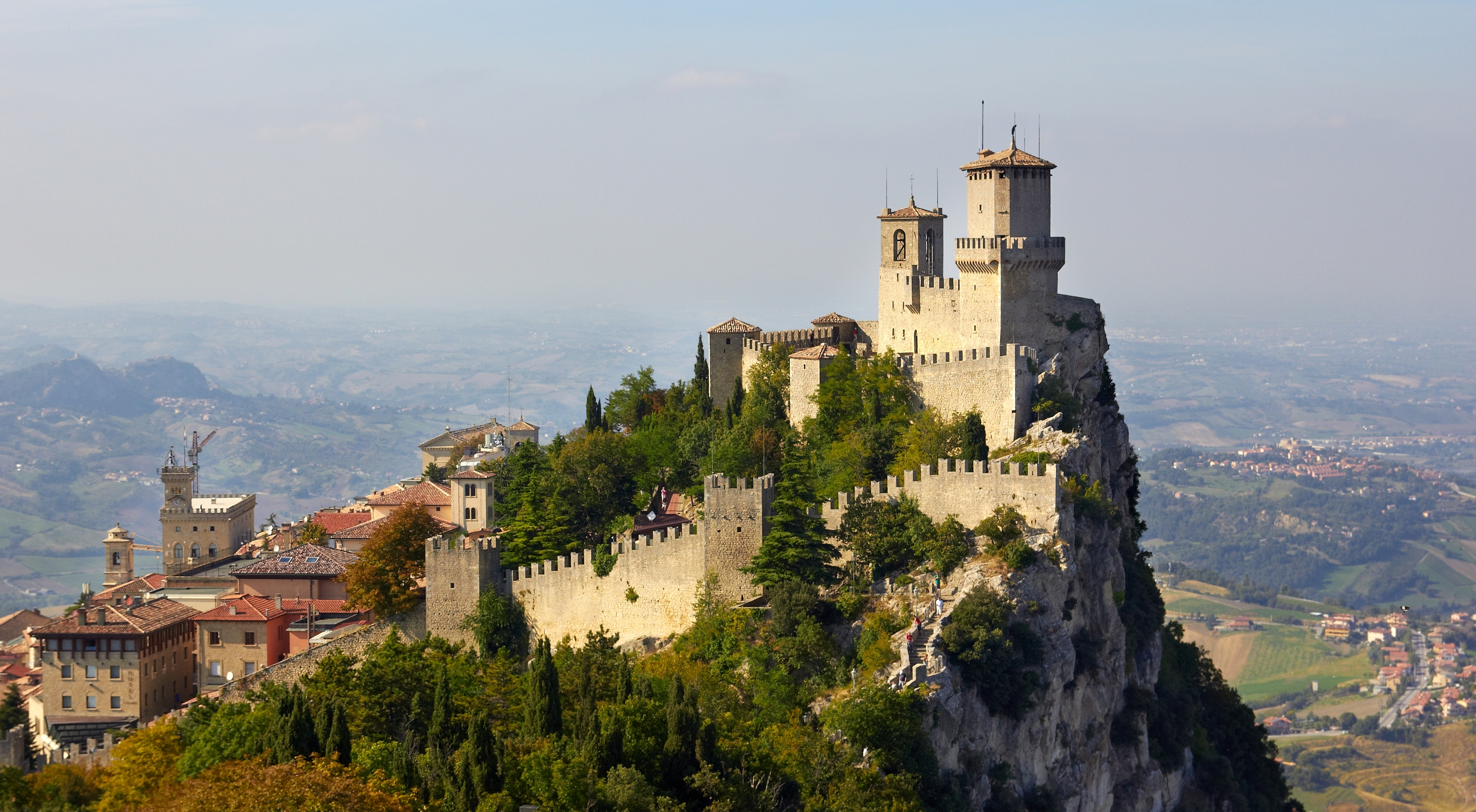
Forteresse de Guaita.
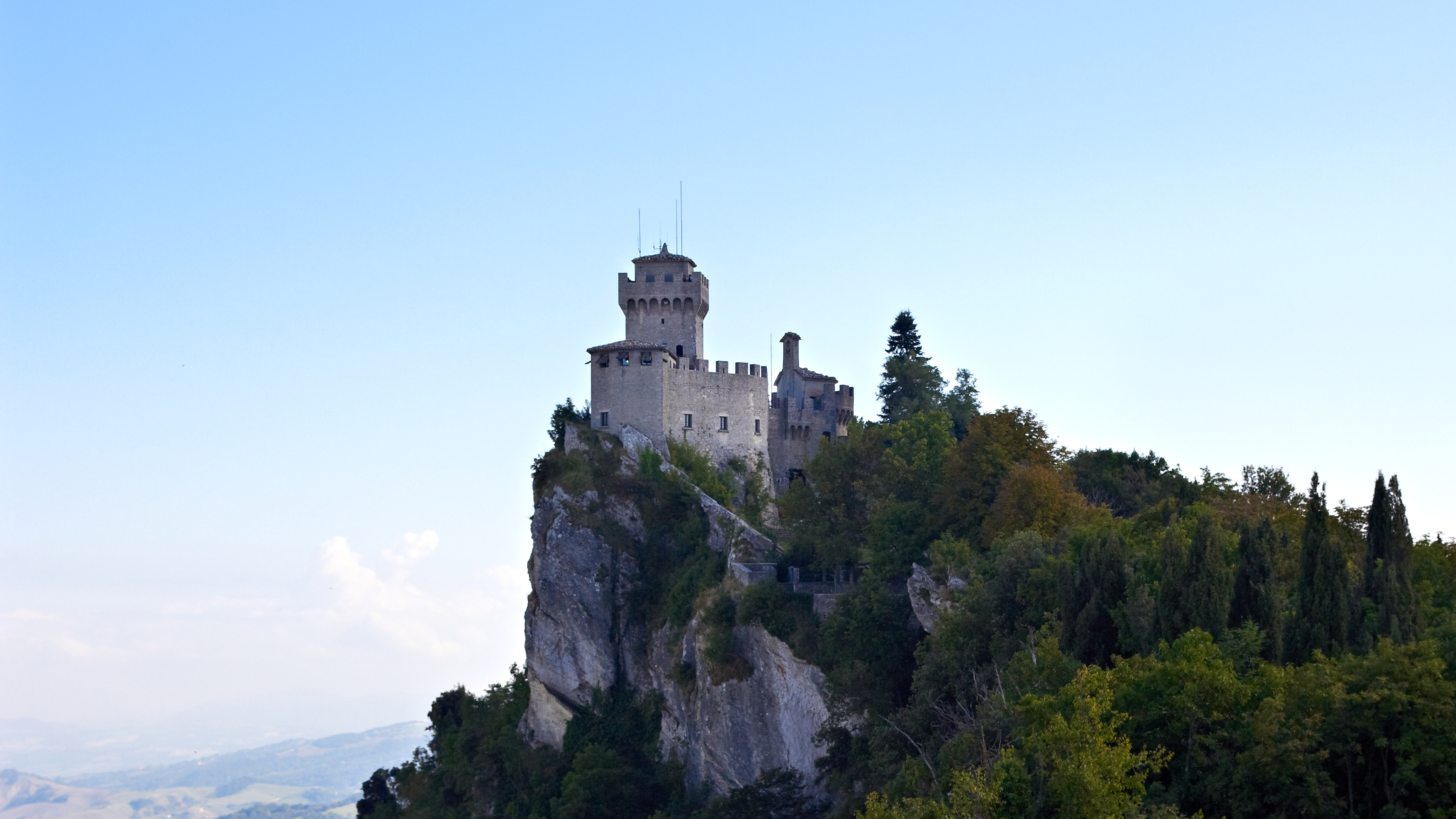
Tour de Cesta.
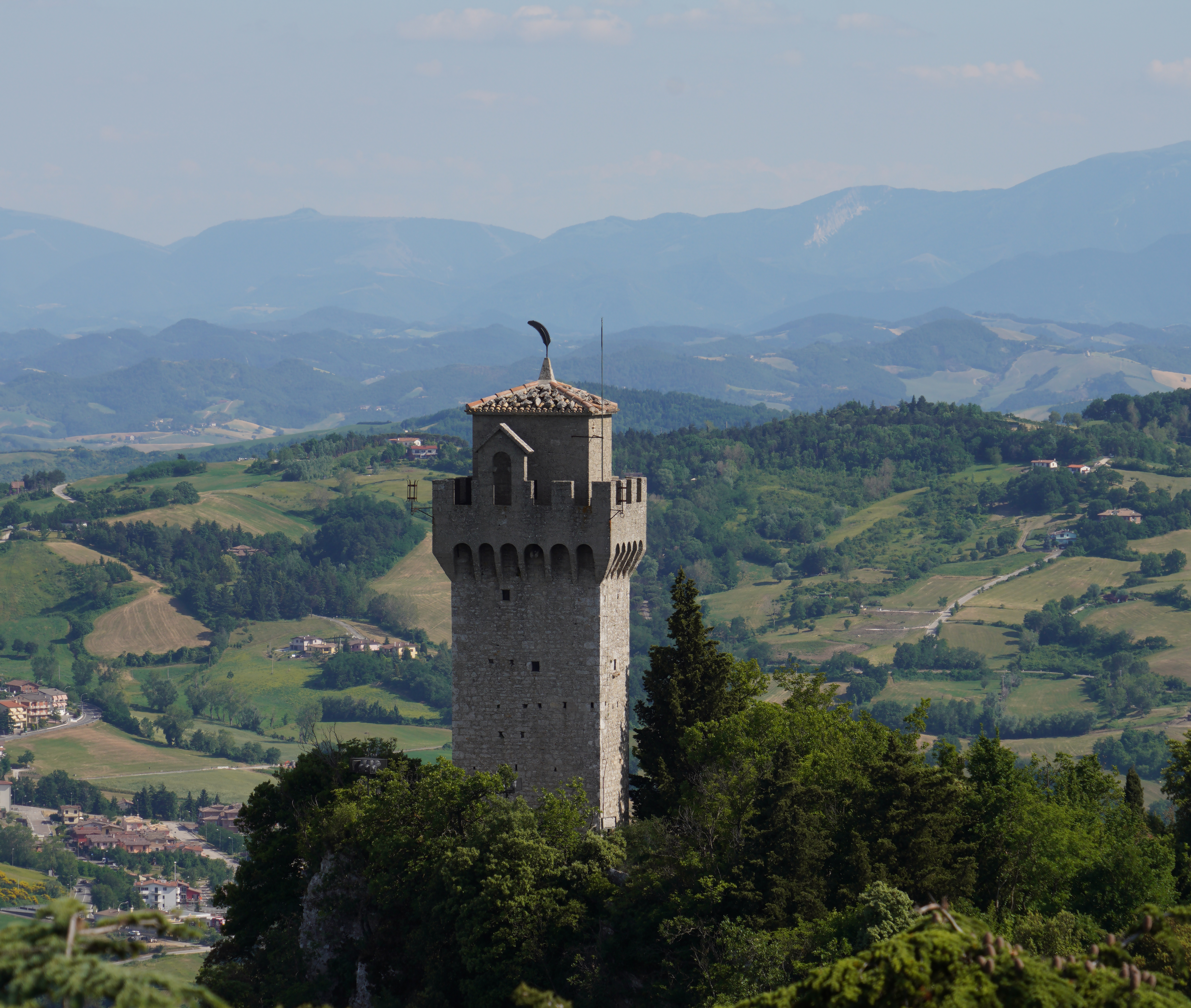
Tour de Montale.